# Dennis Washington

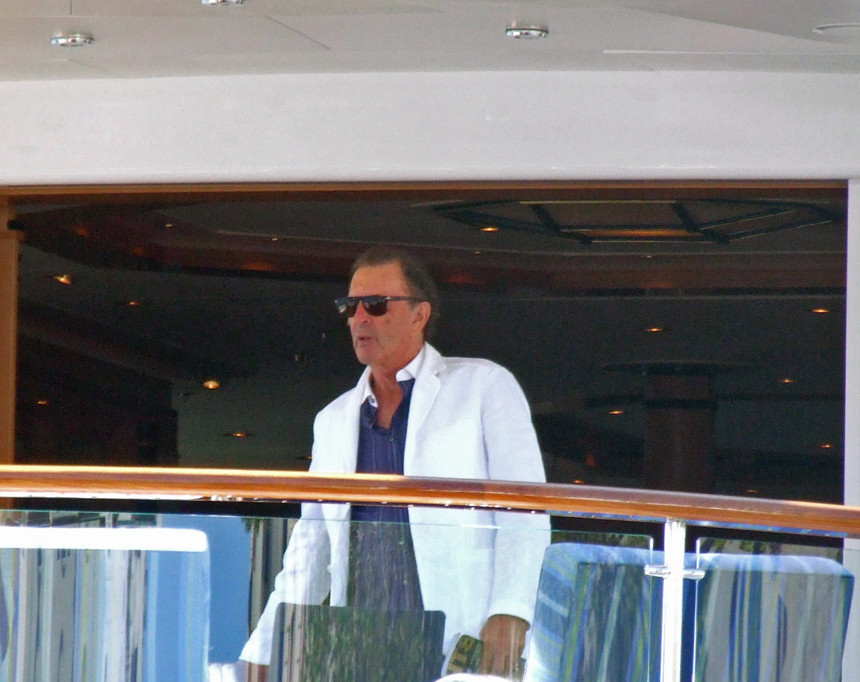
Dennis Washington

Dennis R. Washington (* 1934 in Spokane, Washington) ist ein US-amerikanischer Unternehmer.

## Leben und Wirken
Washington arbeitete nach Abschluss der High School in Alaska und Montana im Baugewerbe. 1964 begann er seine Unternehmerkarriere mit einem Darlehen von 30.000 US-Dollar und einem Bulldozer. Kurze Zeit später gründete er sein Bauunternehmen Washington Construction, das am Bau von Autobahnen in Montana beteiligt war. Im Jahr 1970 weitete er seinen Geschäftsbereich in die Bergbaubranche aus; 1986 kaufte er eine Kupfer- und eine Molybdän-Mine in Butte, Montana. 1996 fusionierte die Bausparte Washington Construction mit Morrison-Knudsen zu Washington Group International. Diese Gesellschaft musste 2001 Insolvenz anmelden und wurde 2007 an die URS Corporation veräußert. Alle anderen Konzernbereiche waren von dieser Insolvenz nicht betroffen.
Zur The Washington Companies gehören unter anderem die Unternehmen Washington Marine Group und Montana Rail Link.

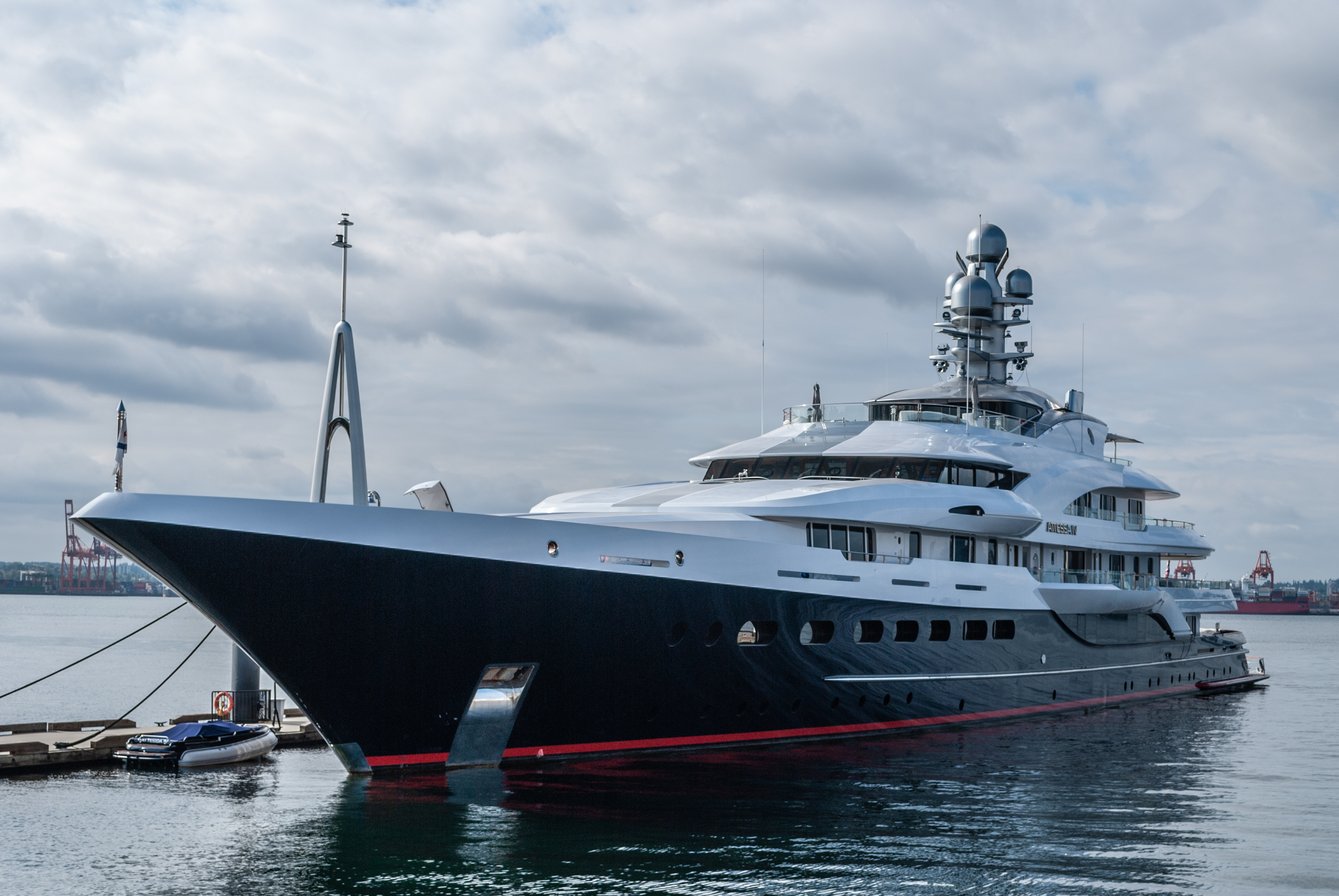
Die Attessa IV (Bj. 1999, 100 m lang)

Washingtons Vermögen wurde laut Forbes-Liste 2009 auf 4,2 Milliarden US-Dollar geschätzt. Am 21. November 2020 beträgt sein Vermögen laut Forbes 6,3 Milliarden US-Dollar.
Er besitzt einen Boeing Business Jet 737-700; seine 100-Meter-Yacht Attessa IV hat einen Hubschrauber-Landeplatz.
Nach ihm ist das Washington-Grizzly-Stadion benannt, für dessen Bau er eine Million US-Dollar spendete.
Washington ist verheiratet und hat zwei Kinder. Sein Sohn Kyle leitet die Seaspan Marine Corporation.

## Ehrungen
Washington erhielt Ehrungen und Auszeichnungen von staatlichen und privaten Organisationen und Gesellschaften, unter anderem:
- Ehrendoktorwürden der School of Business der University of Montana und der University of South Carolina
- Moles Award der American Society of Civil Engineers
- Norman Vincent Peale Award für „herausragende Persönlichkeiten unserer Gesellschaft, die trotz Widrigkeiten Erfolg hatten“ der Horatio Alger Association of Distinguished Americans

## Stiftung
1988 gründeten Washington und seine Frau Phyllis die Dennis & Phyllis Washington Foundation, die vor allem die Lebensqualität junger Menschen verbessern will. Die Stiftung spendet für karitative Zwecke, z. B. für den Bau von Schulen.  Laut www.dpwfoundation.org haben die Familie Washington und die Stiftung seit 1988 über 250 Millionen US-Dollar gespendet.